# Françoise Bettencourt-Meyers
Francoise Bettencourt-Meyers (Neuilly-sur-Seine, 1953. július 10. –) a L'Oréal csoport igazgatóságának tagja; a családi Bettencourt Schueller Alapítvány elnöke; könyvek, bibliai kommentárok szerzője és judeo-keresztény kapcsolatokról szóló művek írója.
A világ leggazdagabb nője, a L'Oréal a  örökösnője, Francoise Bettencourt-Meyers volt az első nő, akinek százmilliárd dollárt meghaladó, 100,2 milliárdos vagyona volt. A világ milliárdosainak sorában a 15. helyet foglalta el 2024 májusában. Sokat jótékonykodik, például a Notre Dame katedrálisban 2019-ben pusztított tűzvész után 200 millió eurót adományozott a templom helyreállítására.

## Élete
Édesapja André Bettencourt, francia politikus, volt külügyminiszter, édesanyja  Liliane Bettencourt milliárdos üzletasszony. Testvére nem lévén, egyetlen gyermekként,  kizárólagos örököse lett a hatalmas családi vagyonnak. Nagypolgári családban nőtt fel, szigorú, katolikus nevelésben részesült. 1984-ben feleségül ment Neuilly-sur-Seine Auschwitzban meggyilkolt rabbijának unokájához, Jean-Pierre Meyershez.
Házasságkötésük országos visszhangot, éles vitákat váltott ki, minthogy Bettencourt nagyapjának, a L’Oréal alapítójának, Eugène Schuellernek, a második világháborút követően bíróság elé kellett állnia a nemzetiszocialista kormánnyal való együttműködés vádjával.
A házasságkötést követően úgy döntött, hogy áttér a zsidó vallásra, és gyermekeiket, az 1986-ban született Jean-Victort és az 1988-ban született Nicolast egyaránt a zsidó vallás szerint nevelik.
A Meyers család elvonultan él Neuilly-sur-Seine-ben.
2008 decemberében derült fény arra, hogy édesanyja 2001 és 2007 között csaknem egymilliárd eurót adott festmények, ingatlanok, csekkek és életbiztosítás formájában Francois-Marie Banier francia fotósnak. Eredetileg Baniert kívánta megtenni örökösének, de 2009. december 1-jén Francoise Bettencourt-Meyers bírósághoz fordult, hogy az anyját helyezzék gondnokság alá. 2010. december 6-án Bettencourt kibékült a lányával, különvált Banier-től, akit végül kiírt a végrendeletéből.
Liliane Bettencourt 2017 szeptemberében halt meg, ezt követően Francoise Bettencourt-Meyers lett Franciaország, majd idővel a világ leggazdagabb asszonya.
Házas, 2 gyermeke van. A napirendjében a rendszeres könyvírás mellett a mindennapos zongorázás is szerepel.

## Művei
- Les Dieux grecs. Généalogies (Préface d'Hélène Ahrweiler), éditions Christian, Paris. Première édition : 1994, (ISBN 2-86496-061-3)[18]
- Les Trompettes de Jéricho : Regard sur la Bible : Mieux se comprendre entre juifs et catholiques (Préface d'Alain Decaux), éditions de l'Œuvre, Paris, 2008, 6 volumes[19]
- L'Oreille dans tous ses états !, écrit avec le professeur Bruno Frachet, coffret comprenant 5 opuscules au profit de AGIR POUR L'AUDITION (recherche et prévention pour la santé auditive)
- L'Audition pour les nuls, écrit avec le professeur Bruno Frachet, éditions First, sortie le 2 mars 2017

## Fordítás
- Ez a szócikk részben vagy egészben  a   Françoise Bettencourt-Meyers című német Wikipédia-szócikk ezen változatának fordításán alapul.  Az eredeti cikk szerkesztőit annak laptörténete sorolja fel. Ez a jelzés csupán a megfogalmazás eredetét és a szerzői jogokat jelzi, nem szolgál a cikkben szereplő információk forrásmegjelöléseként.